# Monument natural Cova del Mylodon
El Monument Natural Cova del Mylodon és format per tres coves a la zona austral de Xile, on es trobaren restes de Mylodon, mamífers herbívors de grans dimensions que s'extingiren, probablement, a finals del plistocé.
El monument és a 24 km al nord de Puerto Natales, a la Província d'Última Esperanza (Regió de Magallanes i de l'Antàrtica Xilena), i a 3 km de les aigües del fiord Eberhard. A l'entrada del monument natural hi ha el conglomerat rocós del llac Sofía, del qual forma part la Cadira del Dimoni.
De les tres coves, la major i més important se situa a 150 msnm i fa 30 m d'alt, 80 m de front i 200 m de profunditat.

## Formació
Durant el retir progressiu de l'enorme mantell de gel que cobria gran part de la Patagònia occidental durant l'últim període glacial, fa uns 20.000 anys, es formà un paleollac que hauria cobert fins a poc més dels 150 msnm. A aquest nivell hi havia una capa de lutita, la qual estava situada sota una capa de conglomerat rocós als vessants del turó Benítez i rodalia de l'actual llac Sofía. El fort onatge d'aquest gegantesc llac proglacial erosionaria la lutita i formaria aquestes coves del conjunt llac Sofía-turó Benítez.

## Història

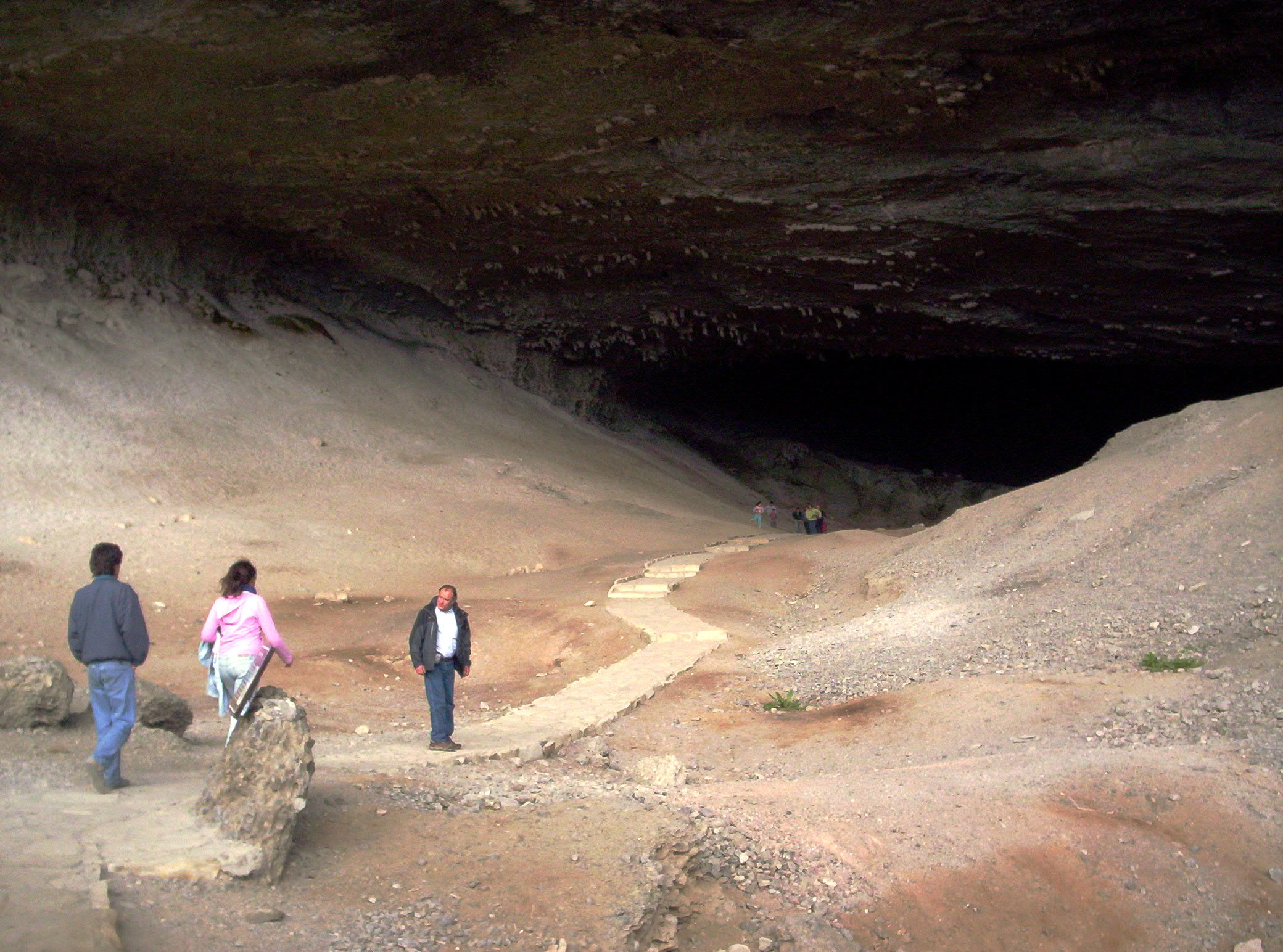
Vista cap a l'interior de la cova gran

La cova, la descobrí al 1895 el marí mercant alemany Hermann Eberhard mentre feia una exploració de reconeixement dels terrenys que li havien estat cedits per colonitzar la Província d'Última Esperanza. Dins de la «gruta Eberhard», com s'anomenà en aquell temps la cova, es trobà pell, ossos i altres restes d'un animal extint, el Mylodon darwini, un herbívor de grans dimensions que s'extingí, probablement, a finals del plistocé. A més hi trobaren ossades humanes, pertanyents a la cultura paleoíndia que hauria habitat la cova fa 8.000 anys. Per la bona conservació de les restes del Mylodon, sobretot d'un tros de pell d'1 m², Eberhard decidí portar-les a Puerto Consuelo. L'any 1896, rebé la visita del geòleg i explorador polar suec Otto Nordenskjöld, que erròniament el classificà com a pertanyent al gènere Glossoteri. Nordenskjöld, al seu pas per Buenos Aires, donà a conéixer aquesta troballa de la Patagònia xilena i en els següents anys generà una sèrie d'excavacions, tant científiques com no. Una expedició britànica organitzada pel periòdic The Sun, sota el comandament de Hesketh Prichard, intentà trobar-ne un exemplar viu.
La cova està envoltada d'un paisatge magnífic i es troba a 60 km al sud del Parque Nacional Torres del Paine, la qual cosa la converteix en parada obligada per a qui viatja des de o cap al parc.
A l'entrada de la cova major hi ha una rèplica de l'animal, semblant a un Mylodon, construïda al 1978 per Harold Krusell. El monument integra part del recorregut de la ruta de la Fi del Món.